# Carla Hohepa
Cala Hohepa (n. el 27 de julio de 1985) es una jugadora de rugby neozelandesa que juega como wing para la Selección femenina de rugby de Nueva Zelanda, Otago Spirit y Alhambra Union.
El 16 de octubre de 2007 hizo su debut internacional con la selección de Nueva Zelanda en Cooks Gardens en Whanganui, consiguiendo dos ensayos contra Australia y demostró que era una jugadora en alza con otros tres ensayos en la segunda victoria sobre Wallaroos unos días después (29-12 en Trust Porirua Park cerca de Wellington).
Hohepa fue incluida en la selección de la Copa Mundial de 2010 y se convirtió en una de las estrellas del torneo con su habilidad y visión de juego que dio como resultado siete ensayos (incluido un triplete en el partido inaugural y otros ensayos contra Inglaterra, Francia y Australia).
Desde 2011 ha estado en Japón con su compañero Karne Hesketh, un jugador de rugby profesional que juega de wing para los Fukuoka Sanix Blues.